# Balgau
Balgau est une commune française située dans la circonscription administrative du Haut-Rhin et, depuis le 1er janvier 2021, dans le territoire de la Collectivité européenne d'Alsace, en région Grand Est.
Cette commune se trouve dans la région historique et culturelle d'Alsace.
Ses habitants sont appelés les Balgauviens et les Balgauviennes.

## Géographie

### Localisation
La commune se situe à 1,5 km au nord de Fessenheim et à 12 km au sud de Neuf-Brisach.
| Rustenhart  |            | Nambsheim                              |
|             | Balgau     | Le Rhin Hartheim am Rhein ( Allemagne) |
| Hirtzfelden | Fessenheim |                                        |

### Hydrographie

#### Réseau hydrographique
La commune est dans le bassin versant du Rhin au sein du bassin Rhin-Meuse. Elle est drainée par le Grand canal d'Alsace, le Rhin, le canal d'Irrigation de la Hardt, le ruisseau du Muhlbach de la Hardt et le canal d'Irrigation de Fessenheim,,.
Le Grand canal d'Alsace, d'une longueur de 93 km, prend sa source dans la commune de Schœnau et se jette  dans le Rhin à Erstein, après avoir traversé 31 communes. 

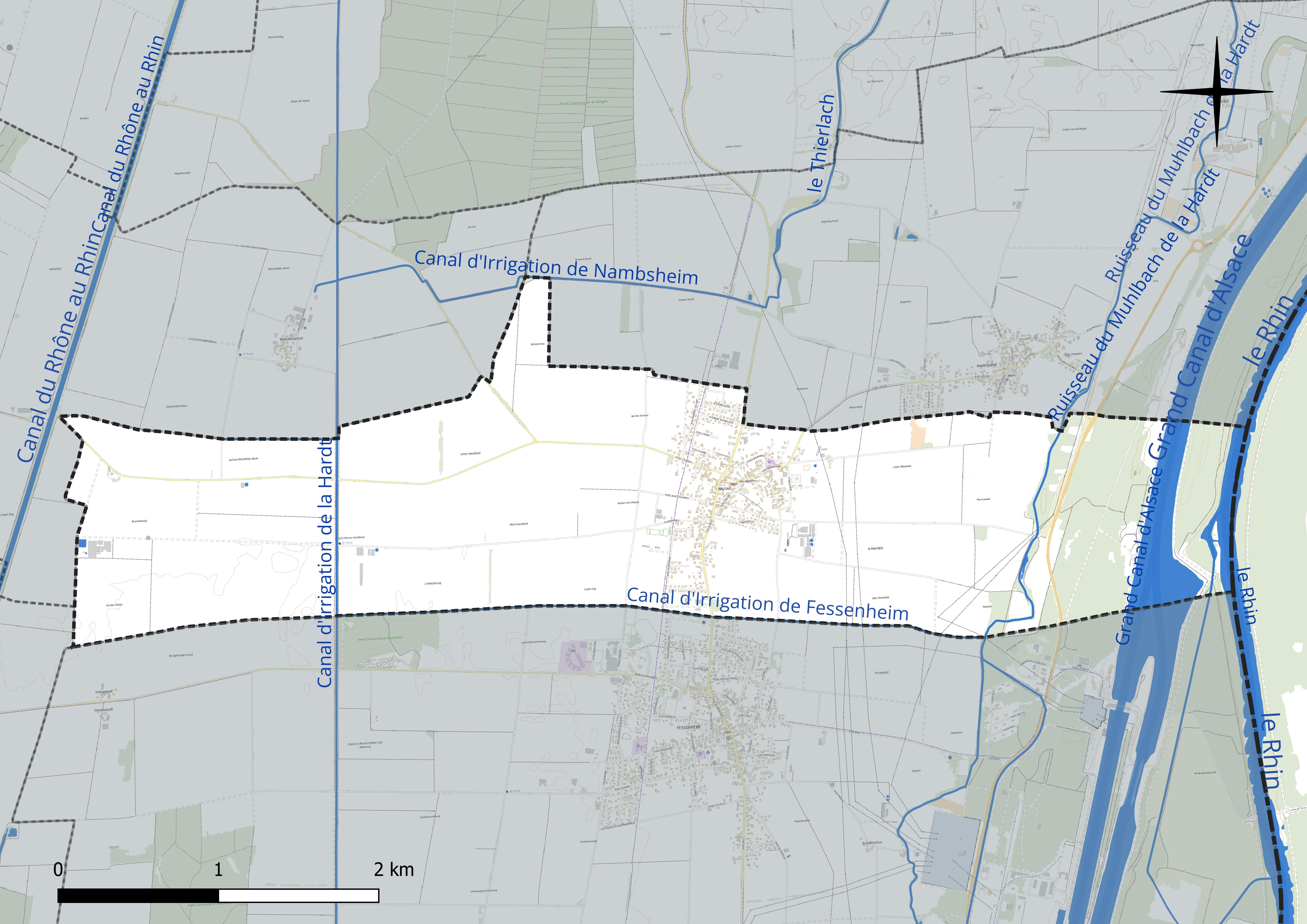
Réseau hydrographique de Balgau.

Le Rhin, long de 1 233 km est le plus long fleuve se déversant dans la mer du Nord et de l'une des voies navigables les plus fréquentées du monde. Il traverse la Suisse, l'Autriche, l'Allemagne et les Pays-Bas et marque la frontière entre l'Allemagne et la France. 
Le canal d'irrigation de la Hardt, d'une longueur de 30 km, est un canal, chenal non navigable qui relie la commune de Hombourg à Algolsheim, où il se jette dans le canal du Rhône au Rhin. 
Le ruisseau du Muhlbach de la Hardt, d'une longueur de 38 km, prend sa source dans la commune de Ottmarsheim et se jette  dans le canal de Neuf-Brisach à Biesheim, après avoir traversé 15 communes. 

#### Gestion et qualité des eaux
Le territoire communal est couvert par le schéma d'aménagement et de gestion des eaux (SAGE) « Ill Nappe Rhin ». Ce document de planification concerne la nappe phréatique rhénane, les cours d'eau de la plaine d'Alsace et du piémont oriental du Sundgau, les canaux situés entre l'Ill et le Rhin et les zones humides de la plaine d'Alsace. Le périmètre s’étend sur 3 596 km2. Il a été approuvé le 17 janvier 2005. La structure porteuse de l'élaboration et de la mise en œuvre est la région Grand Est. 
La qualité des cours d’eau peut être consultée sur un site dédié géré par les agences de l’eau et l’Agence française pour la biodiversité. 

### Climat
Pour des articles plus généraux, voir Climat du Grand Est et Climat du Haut-Rhin.
En 2010, le climat de la commune est de type climat océanique altéré, selon une étude du Centre national de la recherche scientifique s'appuyant sur une série de données couvrant la période 1971-2000. En 2020, Météo-France publie une typologie des climats de la France métropolitaine dans laquelle la commune est exposée à un climat semi-continental et est dans la région climatique  Alsace, caractérisée par une pluviométrie faible, particulièrement en automne et en hiver, un été chaud et bien ensoleillé, une humidité de l’air basse au printemps et en été, des vents faibles et des brouillards fréquents en automne (25 à 30 jours). 
Pour la période 1971-2000, la température annuelle moyenne est de 10,5 °C, avec une amplitude thermique annuelle de 17,8 °C. Le cumul annuel moyen de précipitations est de 585 mm, avec 7,8 jours de précipitations en janvier et 9,5 jours en juillet. Pour la période 1991-2020, la température moyenne annuelle observée sur la station météorologique de Météo-France la plus proche, « Colmar-Meyenheim », sur la commune de Meyenheim à 14 km à vol d'oiseau, est de 11,3 °C et le cumul annuel moyen de précipitations est de 595,0 mm. 
La température maximale relevée sur cette station est de 40,9 °C, atteinte le 13 août 2003 ; la température minimale est de −24,8 °C, atteinte le 27 février 1986,,. 
Les paramètres climatiques de la commune ont été estimés pour le milieu du siècle (2041-2070) selon différents scénarios d'émission de gaz à effet de serre à partir des nouvelles projections climatiques de référence DRIAS-2020. Ils sont consultables sur un site dédié publié par Météo-France en novembre 2022.

## Urbanisme

### Typologie
Au 1er janvier 2024, Balgau est catégorisée bourg rural, selon la nouvelle grille communale de densité à sept niveaux définie par l'Insee en 2022.
Elle appartient à l'unité urbaine de Fessenheim, une agglomération intra-départementale regroupant deux  communes, dont elle est une commune de la banlieue,,. Par ailleurs la commune fait partie de l'aire d'attraction de Fessenheim, dont elle est une commune du pôle principal,. Cette aire, qui regroupe 3 communes, est catégorisée dans les aires de moins de 50 000 habitants,.

### Occupation des sols
L'occupation des sols de la commune, telle qu'elle ressort de la base de données européenne d’occupation biophysique des sols Corine Land Cover (CLC), est marquée par l'importance des territoires agricoles (77,4 % en 2018), en diminution par rapport à 1990 (79,7 %). La répartition détaillée en 2018 est la suivante :
terres arables (77,4 %), forêts (9,6 %), zones urbanisées (8,2 %), eaux continentales (4,8 %). L'évolution de l’occupation des sols de la commune et de ses infrastructures peut être observée sur les différentes représentations cartographiques du territoire : la carte de Cassini (XVIIIe siècle), la carte d'état-major (1820-1866) et les cartes ou photos aériennes de l'IGN pour la période actuelle (1950 à aujourd'hui).

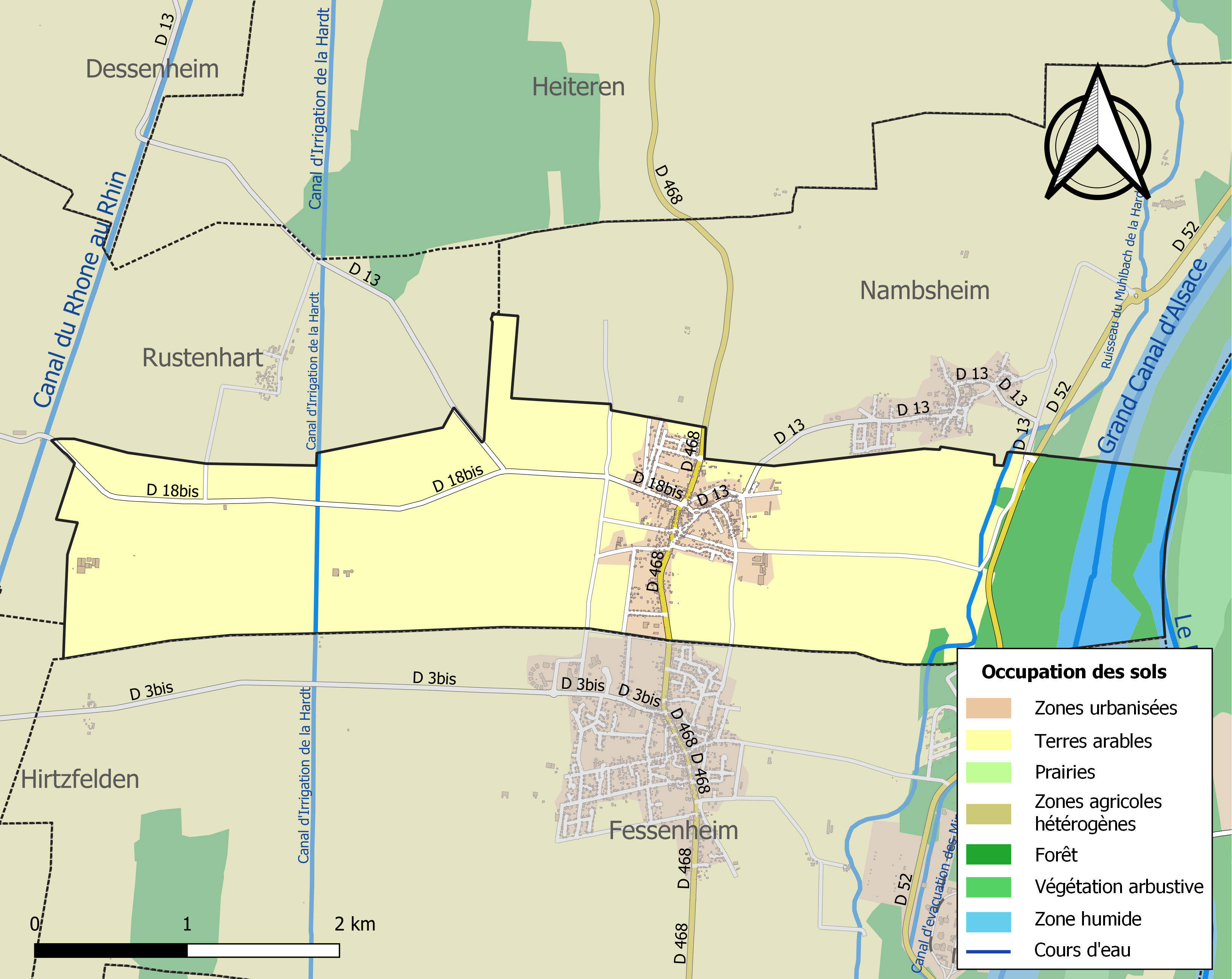
Carte des infrastructures et de l'occupation des sols de la commune en 2018 (CLC).

## Politique et administration

### Découpage territorial
La commune de Balgau est membre de la communauté de communes Pays Rhin-Brisach, un établissement public de coopération intercommunale (EPCI) à fiscalité propre créé le 9 juin 2016 dont le siège est à Volgelsheim. Ce dernier est par ailleurs membre d'autres groupements intercommunaux.
Sur le plan administratif, elle est rattachée à l'arrondissement de Colmar-Ribeauvillé, à la circonscription administrative de l'État du Haut-Rhin, en tant que circonscription administrative de l'État, et à la région Grand Est. 
Sur le plan électoral, elle dépendait jusqu'en 2020 du  canton d'Ensisheim pour l'élection des conseillers départementaux au sein du conseil départemental du Haut-Rhin. Depuis le 1er janvier 2021, elle dépend du même canton pour l'élection des conseillers d'Alsace au sein de la collectivité européenne d'Alsace.

### Chronologie des maires
| Période                                  | Période  | Identité             | Étiquette | Qualité |
| ---------------------------------------- | -------- | -------------------- | --------- | ------- |
| avant 1981                               | 1983     | René Engasser        |           |         |
| 1983                                     | 2014     | Jean-Louis Schelcher |           |         |
| 2014                                     | 2020     | Pierre Engasser      | UDI       | Employé |
| 2020                                     | en cours | Philippe Jeandel     |           |         |
| Les données manquantes sont à compléter. |          |                      |           |         |

### Jumelages
- Caudecoste (France) depuis 1985.

## Population et société

### Démographie
L'évolution du nombre d'habitants est connue à travers les recensements de la population effectués dans la commune depuis 1793. Pour les communes de moins de 10 000 habitants, une enquête de recensement portant sur toute la population est réalisée tous les cinq ans, les populations de référence des années intermédiaires étant quant à elles estimées par interpolation ou extrapolation. Pour la commune, le premier recensement exhaustif entrant dans le cadre du nouveau dispositif a été réalisé en 2006.

En 2022, la commune comptait 940 habitants, en évolution de −2,69 % par rapport à 2016 (Haut-Rhin : +0,66 %, France hors Mayotte : +2,11 %).
| 1793 | 1800 | 1806 | 1821 | 1831 | 1836 | 1841 | 1846 | 1851 |
| ---- | ---- | ---- | ---- | ---- | ---- | ---- | ---- | ---- |
| 336  | 296  | 339  | 381  | 478  | 447  | 436  | 484  | 477  |

| 1856 | 1861 | 1866 | 1871 | 1875 | 1880 | 1885 | 1890 | 1895 |
| ---- | ---- | ---- | ---- | ---- | ---- | ---- | ---- | ---- |
| 450  | 458  | 442  | 432  | 426  | 432  | 406  | 415  | 386  |

| 1900 | 1905 | 1910 | 1921 | 1926 | 1931 | 1936 | 1946 | 1954 |
| ---- | ---- | ---- | ---- | ---- | ---- | ---- | ---- | ---- |
| 398  | 432  | 442  | 433  | 453  | 438  | 444  | 410  | 423  |

| 1962 | 1968 | 1975 | 1982 | 1990 | 1999 | 2006 | 2011 | 2016 |
| ---- | ---- | ---- | ---- | ---- | ---- | ---- | ---- | ---- |
| 408  | 421  | 486  | 543  | 629  | 708  | 818  | 934  | 966  |

| 2021 | 2022 | - | - | - | - | - | - | - |
| ---- | ---- | - | - | - | - | - | - | - |
| 955  | 940  | - | - | - | - | - | - | - |

## Culture locale et patrimoine

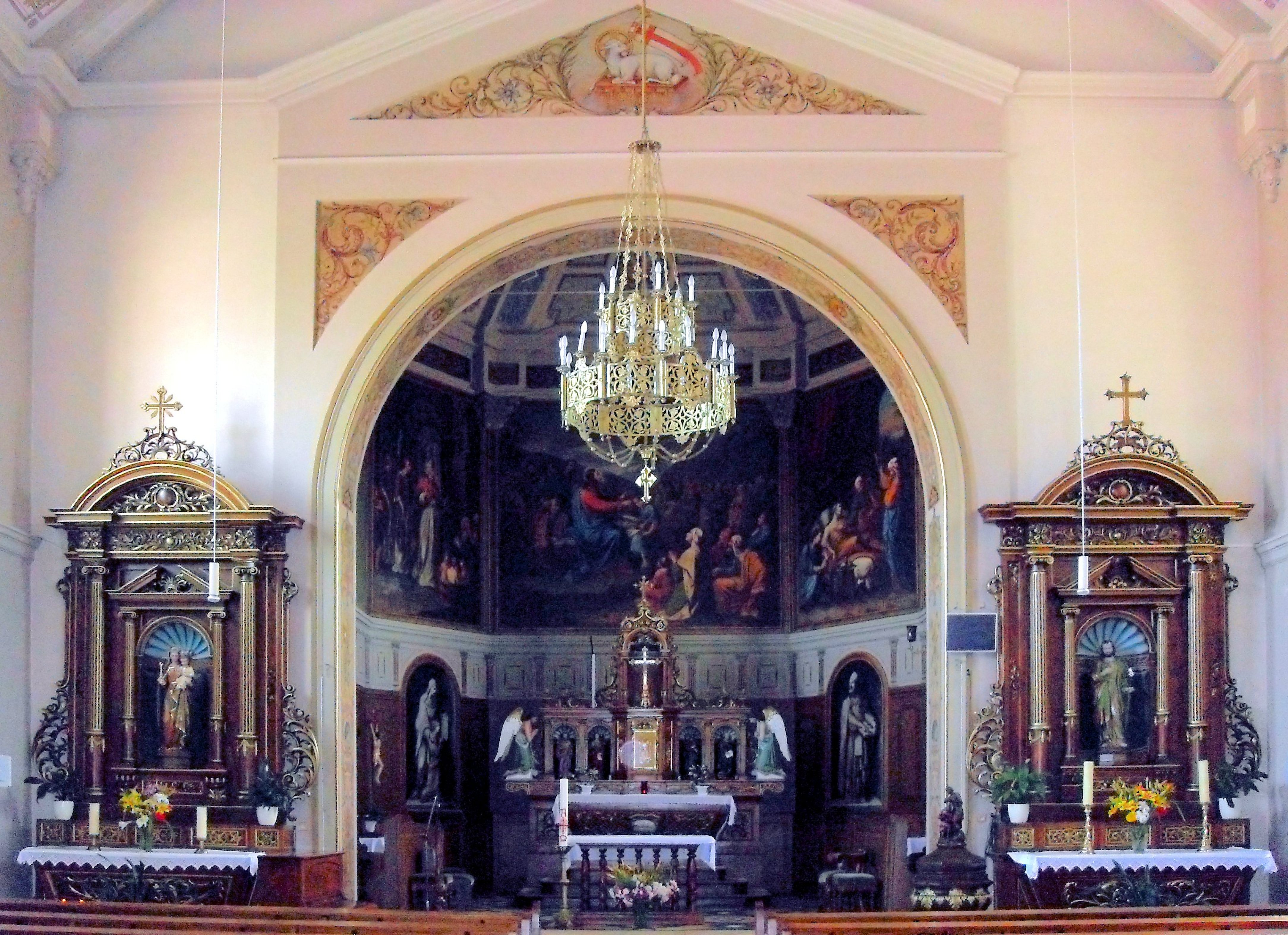
L'intérieur de l'église.

## Personnalités liées à la commune
- Marc Keller, footballeur professionnel, ancien international de l'équipe de France. Il a évolué au FC Mulhouse, au RC Strasbourg, au Karlsruher SC et au West Ham United Football Club

### Héraldique
| Blason de Balgau | Les armes de Balgau se blasonnent ainsi : « Au premier d'argent au lion issant de gueules, au second de sable plain. » |